# Ekarahiya
Ekarahiya – gaun wikas samiti w środkowej części Nepalu w strefie Dźanakpur w dystrykcie Mahottari. Według nepalskiego spisu powszechnego z 2001 roku liczył on 1441 gospodarstw domowych i 9085 mieszkańców (4292 kobiet i 4793 mężczyzn).